# Idrijski Log
Idrijski Log este o localitate din comuna Idrija, Slovenia, cu o populație de 87 de locuitori.